# 柏林公共交通公司
柏林公共交通公司（德語：Berliner Verkehrsbetriebe），簡稱BVG，負責營運德國柏林的地鐵、電車及巴士服務。BVG曾於1984年至1991年間曾營運西柏林的城鐵，及於1989年至1991年間曾營運磁懸浮鐵路（M-Bahn）。BVG也是柏林-勃兰登堡交通集团的成員公司之一。

## 外部連結
- 柏林公共交通公司 （页面存档备份，存于） （德文） （英文）